# Фукумура Дзюка
Фукумура Дзюка (1 січня 1996) — японська синхронна плавчиня.
Учасниця Олімпійських Ігор 2020 року.
Призерка Чемпіонату світу з водних видів спорту 2017 року.
Призерка Азійських ігор 2018 року.